# Étienne-Évode Assemani
Étienne-Évode Assemani (en arabe : اصطفان عواد السمعاني — Estifan Awwad as-Simani, en latin : Stephanus Evodius Assemanus, en italien : Stefano Evodio Assemani), né le 15 avril 1711 à Tripoli (Liban) et décédé le 24 novembre 1782 à Rome, est un savant orientaliste du XVIIIe siècle. Succédant à son oncle Joseph-Simonius Assemani comme préfet de la bibliothèque du Vatican il fut également nommé archevêque titulaire d'Apamée.

## Biographie
Il naît dans une famille maronite libanaise qui a donné naissance à d'illustres orientalistes et ecclésiastiques; il est le neveu de Joseph-Simonius Assemani, préfet de la Bibliothèque apostolique vaticane et qui le fait venir, enfant, à Rome, et le cousin germain de Joseph-Aloys Assemani. Comme les précédents, il étudie au Collège pontifical maronite de Rome. Il prend le nom de famille de sa mère, Assemani, en continuité avec son oncle Joseph-Simonius et le fait précéder du nom de son père Awwād, italianisé en « Evodio » (Évode en français).
Il est envoyé par la Propaganda Fide en Syrie, en Mésopotamie et en Égypte. En 1735, il participe au Liban au synode de l'Église maronite présidé par son oncle Joseph-Simonius. Sa compétence lui vaut d'être nommé archevêque in partibus d'Apamée (de). Le pape Clément XII le nomme consulteur à la Congrégation du concile, puis à la Congrégation des rites.
De retour à Rome, il travaille à la Bibliothèque apostolique vaticane comme interprète d'arabe et de syriaque et collabore avec son oncle Joseph-Simonius au catalogage des manuscrits orientaux. Il est chargé aussi de compléter à Florence les actes pour la canonisation de saint Joseph Calasanz, fondateur des clercs réguliers des écoles pies (piaristes). Il fait la connaissance à cette occasion du grand-duc de Toscane, Jean-Gaston de Médicis, qui le charge du catalogue des manuscrits enluminés de la Bibliothèque Laurentienne, qui sont publiés en trois volumes en 1743. Mgr Assemani fait aussi le catalogue de la Bibliothèque Riccardiana.
Revenu à Rome, le cardinal Chigi lui fait préparer le catalogue des manuscrits de la Bibliothèque Chigiana. Ensuite, il s'attèle à son œuvre monumentale, considérée aujourd'hui comme la plus fameuse, Martirum Orientalium et Occidentalium ex codd. Vaticanis eruta qu'il dédie à Jean V du Portugal. À la mort de ce roi en 1750, il obtient la permission d'écrire son oraison funèbre. En 1768, après la mort de son oncle Joseph-Simonius Assemani, il lui succède à la tête de la Bibliothèque apostolique vaticane.

## Œuvres
Il a publié :
- Ephraemi Syri opera omnia 6e volume (édition critique, achevant le travail du père Pierre Ambarach) ;
- Bibliothecae Mediceae Laurentianae et Palatinae codicum manuscriptorum orientalium catalogus (Florence, 1742), le catalogue des manuscrits orientaux de la Bibliothèque Médicéo-Laurentine;
- Acta Sanctorum Martyrum Orientalium et Occidentalium (Rome, 1748). La première partie relate l'histoire des martyrs sous le règne des Sassanides : Sapor, Veranes...;
- Bibliothecae Apostolicae Vaticanae codicum manuscriptorum catalogus, catalogue des manuscrits de la Bibliothèque apostolique vaticane en quatre volumes en collaboration avec son frère, Joseph-Aloys Assemani : Vol. I, sur les manuscrits orientaux; Vol. II, sur les manuscrits en grec; Vol. III, sur les manuscrits en latin; et Vol. IV, sur les manuscrits en italien. Les trois premiers volumes furent publiés en 1756-1769, mais le quatrième fut détruit par le feu en 1768;
- Catalogo della Biblioteca Chigiana giusta i cognomi degli autori ed i titoli anonimi coll'ordine alfabetico disposto sotto gli auspici dell'Eminentissimo e Reverendissimo Principe Flavio Chigi da Mons. Stefano Evodio Assemani, arcivescovo d'Apamea (Rome, 1764).

### Source
- Marie-Nicolas Bouillet  et Alexis Chassang (dir.), « Étienne-Évode Assemani » dans Dictionnaire universel d’histoire et de géographie, 1878 (lire sur Wikisource)